# Thomas Samuel Grace
Pour les articles homonymes, voir Grace.
Thomas Samuel Grace, né à Liverpool le 16 février 1815 et mort à Tauranga le 30 avril 1879, est un missionnaire britannique.

## Biographie
Membre de la Church Mission Society, Grace gagne la Nouvelle-Zélande en 1849 où il fonde une mission près du lac Taupo. Protecteur des Maoris, il les avertit de l'emprise commerciale des Européens.
De 1850 à 1853, il remplace William Williams à Tauranga en Baie de la Pauvreté lors du voyage de Williams en Grande-Bretagne. Il a alors parmi ses élèves Te Kooti.
En 1853, il crée la mission de Pukawa et essaie d'élaborer des traités de paix entre les guerriers Maoris. Il favorise le développement de l'élevage des moutons mais durant la Guerre du Waikato, est capturé (1865). Pai Mārire ravage alors sa mission. Grace parvient à s'évader et se réfugie à Ōpōtiki (en) mais Pai Mārire le rattrape (cf. Völkner incident (en)). Il est sauvé de captivité deux semaines plus tard par le Man'o'war HMS Eclipse durant une tentative de Pai Mārire de l'échanger contre le chef Hori Kingi Tupaea (en), qui était en prison,.
Après avoir refondé la mission de Taupo, Grace s'installe en 1873 à Tauranga où il finit sa vie.
Il est le père du député Lawrence Grace (en).
Il est mentionné par Jules Verne dans son roman Les Enfants du capitaine Grant (partie 3, chapitre XI).